# Hantise (film, 1940)
Pour l’article homonyme, voir Hantise (homonymie).

Hantise (Gaslight) est un film britannique réalisé par Thorold Dickinson et sorti en 1940.
Pour en faire un remake, Hollywood en a acheté les droits et fait détruire toutes les copies.

## Synopsis
À l'époque victorienne, un assassin essaye de rendre folle sa femme.

## Fiche technique
- Titre original : Gaslight
- Réalisation : Thorold Dickinson
- Scénario : A. R. Rawlinson et Bridget Boland, d'après la pièce Gas Light de 1938 de Patrick Hamilton
- Photographie : Bernard Knowles
- Production : British National Films Company
- Pays de production : Royaume-Uni
- Musique : Richard Addinsell
- Montage : Sidney Cole
- Durée : 84 minutes[2]
- Date de sortie : 25 juin 1940

## Distribution
- Anton Walbrook
- Diana Wynyard
- Cathleen Cordell
- Robert Newton